# 阪本牙城
阪本 牙城（さかもと がじょう、1895年12月1日 - 1973年8月8日）は、日本の漫画家、水墨画家。本名・坂本雅城（さかもと まさき）。水墨画家としては阪本雅城を用いる。

## 略歴
東京府西多摩郡五日市町（現東京都あきる野市）に生まれる。五日市小学校五年生のとき、同校の校章をデザインしたことにより、これは現在でも使われている。東京府立第二中学校（現東京都立立川高等学校）卒業後日本画家を志すが、生活できず岡本一平のすすめで漫画を描き始める。勤務していた中外商業新報（現日本経済新聞）や夕刊大阪新聞（現産経新聞）の家庭面に4コマ漫画を連載したが、思い切り奇想天外な作品を試したいと思い立ち、鉄の玉の中に人が入っている作品を「幼年倶楽部」編集部へ持ち込んだ。同誌編集長の笛木悌治も阪本のこの原稿を見るなり、大声で「空前絶後、古今未曾有」と評し、早速1934年1月号からこの『タンクタンクロー』の連載が始まった。この時期のほかの代表作に『ジャンケンポンチャン』がある（東日･大毎小学生新聞＝現毎日小学生新聞＝連載）。
1939年、満州（現中国東北部）に渡り、満州国政府開拓総局の広報担当嘱託、兼　開拓義勇隊訓練本部嘱託となる。阪本も絵を描く事が好きな青少年200人を集め、「義勇隊漫画部隊」を結成しその部隊長となり、満州各地の訓練所にいる義勇隊員を慰問し彼らを激励し情操教育に尽力した。昭和20年にソ連の侵攻を受けるという危機的状況になると、阪本は開拓総局職員の留守家族850人のまとめ役となり、彼らとともに帰国を試みるがその途中北朝鮮で終戦を迎えることになり、帰国が困難になった。阪本も亀城郡方面で1年間を過ごすが、日本人が次々に死んでゆくのを眼のあたりにするなど、様々な苦難を体験することになった。1946年、日本に帰国。
その後は禅に傾注、1949年から臨済宗天竜寺派の大森曹玄に師事し鉄舟会に入会する。1956年、漫画家の筆を折り水墨画に専心した。1961年には、大森より「自適居士」の安名を受けた。1964年、五日市町町章制定の審査委員長を務めた。
1969年10月、日本児童文芸家協会から児童文化功労者として表彰される。晩年、水墨画の個展を15回開いた。1973年8月8日、阪本は中野区の自宅で心臓衰弱のため死去した。77歳没。

## 著書
- 『タンク・タンクロー』大日本雄辯會講談社, 1935.10
- 『ハツメイハッチャン ガンガラガン太』(現代連續漫畫全集 武井武雄作, 阪本牙城 作. アトリヱ社, 1935.12
- 『滿洲建設勤勞奉仕隊漫画現地報告』(開拓文庫 大陸建設社, 1939.12
- 『開拓三代記』満洲事情案内所, 康徳7
- 『たいこのどんちゃん まんが・たんてい・ぼうけん』二葉書店, 1947.
- 『トンチンカンちゃん サクラエホン』東山書房, 1947.
- 『タンクタンクロー 大しくじりの巻 :かがくまんが』妙義出版社, 1948.
- 『タンクタンクロー 大かつやくの巻 まんが』妙義出版社, 1948.
- 『タンク・タンクロー 大宇宙たんけん』妙義出版社, 1948
- 『(ああ愉快)少年ジャン・バルジャン 漫画』荻原星文館, 1949.
- 『タンクタンクロー ブラック島たんけんの巻 (黒島たんけんの巻) 日本一の漫画』札幌講談社, 1949.
- 『大陸の勇少年 痛快冒険小説』緑文化社, 1949.
- 『タンクタンクロー 巨人ランボウの巻 日本一の漫画』札幌講談社, 1949
- 『タンクタンクロー 怪物黒カブトの巻 日本一の漫画』札幌講談社, 1949
- 『げんこつ和尚』(おもしろ漫画文庫 集英社, 1955
- 『大久保彦左衛門と一心太助』(まんが講談全集 芳文社, 1955
- 『基本ペン習字読本 学び方書き方 ペン習字上達必携』阪本雅城 著. 西沢弘文堂, 1959
- 『タンク・タンクロー』講談社, 1970
- 『タンク・タンクロー』(講談社漫画文庫) 1976
- 『なまずの詩 阪本雅城詩画集』タンクローくらぶ, 1993.12
- 『りんごの詩 父と娘の詩画集』阪本雅城, 前田絹子 著. タンクロー出版, 1995.1
- 『画と禅』阪本雅城 著. タンクロー出版, 2004.5
- 『タンク・タンクロー』小学館クリエイティブ, 2005.8